# Rutherglen
Rutherglen (skotsk: Ruglen, skotsk gælisk: An Ruadh-Ghleann) er en by i South Lanarkshire, Skotland, der ligger umiddelbart sydøst for Glasgow, omkring 5 km fra centrum og direkte syd for floden Clyde. Den var tidligere en burgh i Lanarkshire i mere end 800 år, men i 1975 mistede Rutherglen sit lokale byråd og den blev administrativt en del af City of Glasgow District i Strathclyde regionen (sammen med nabobyen Cambuslang). I 1996 blev byerne en del af South Lanarkshire council area.
Rutherglen fik status som Royal Burgh i 1126 på fra kong David 1. af Skotland. Byens vigtighed blev gradvist mindre i takt med at nabobyen Glasgow voksede. Stenhuggerne som arbejdede Glasgow Cathedral menes at have boet i Rutherglen.
I en periode eksisterede Rutherglen Castle, men den blev brændt ned og ødelagt James Stewart, 1. jarl af Moray.